# Jodła

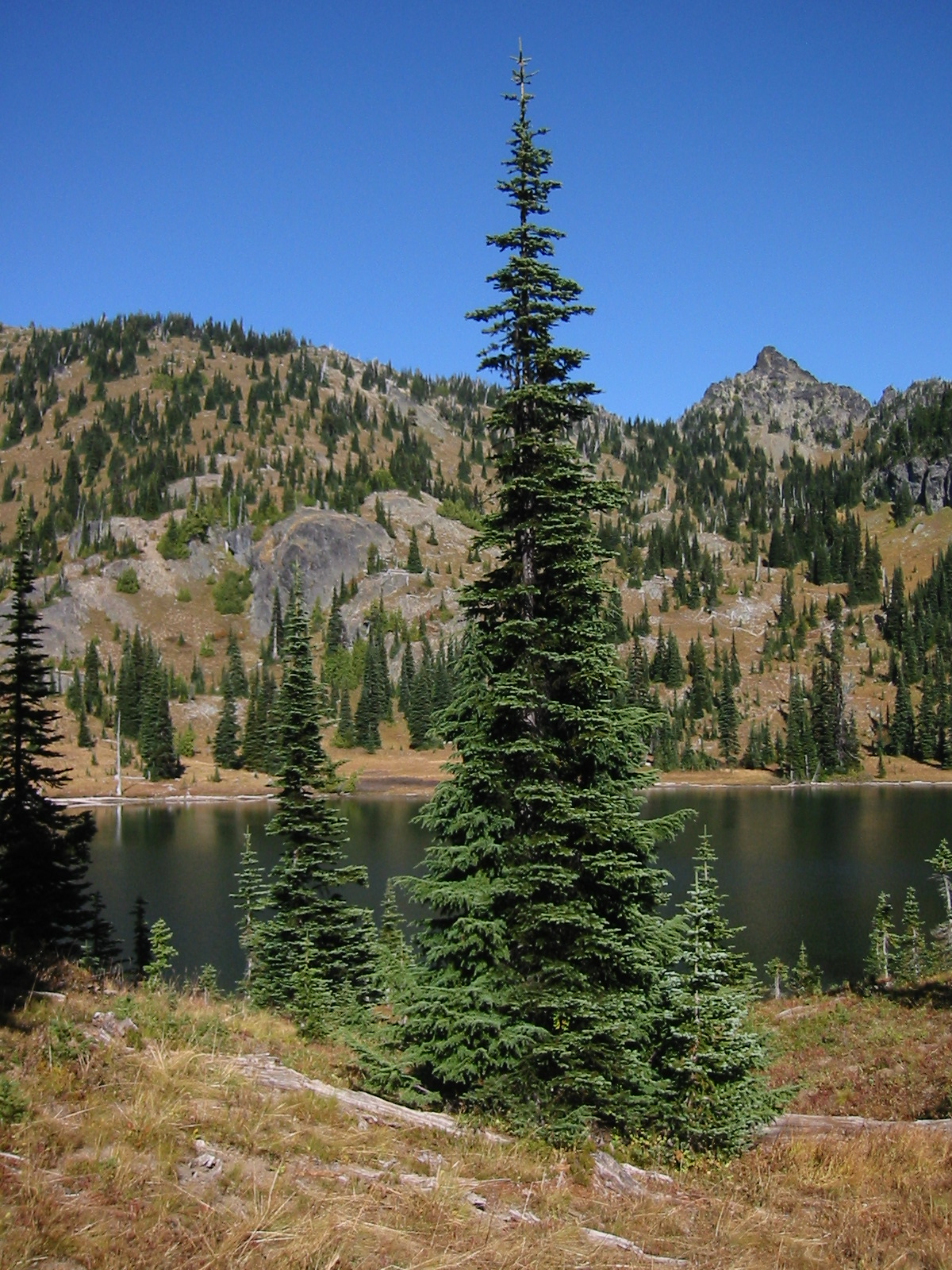
Pokrój jodły górskiej

Jodła (Abies Mill.) – rodzaj zimozielonych drzew z rodziny sosnowatych (Pinaceae Lindl.). Obejmuje co najmniej 48 gatunków występujących na półkuli północnej – najczęściej we wschodniej Azji oraz Ameryce Północnej. W Polsce naturalnie rośnie jodła pospolita (A. alba) tworząca bory jodłowe w Górach Świętokrzyskich, Karpatach oraz na Roztoczu.
Jodły dostarczają cenionego drewna oraz uprawiane są jako ozdobne, w tym też, ze względu na regularny pokrój, jako choinki.

## Rozmieszczenie geograficzne

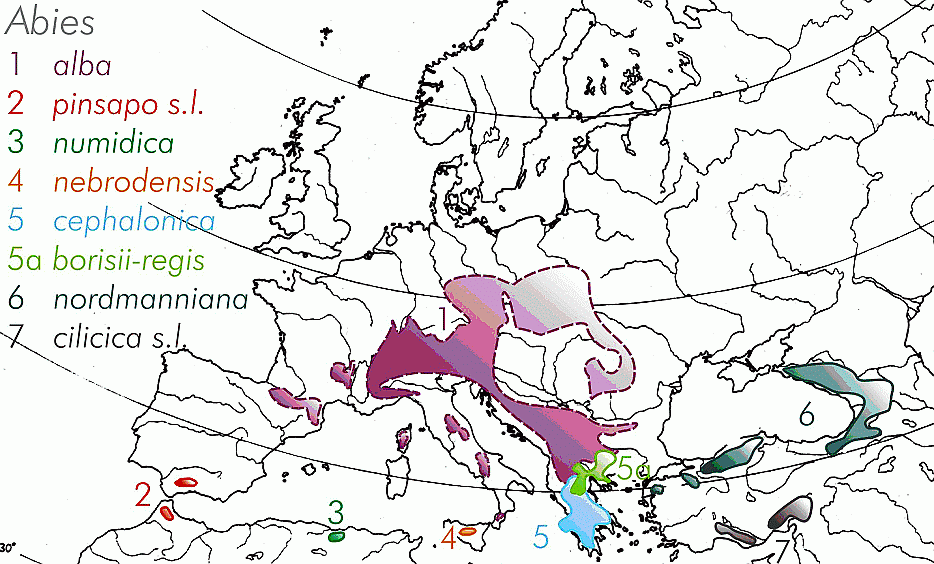
Zasięg występowania poszczególnych gatunków jodły w Europie

Jodły rosną w lasach strefy klimatu umiarkowanego na półkuli północnej, w południowej części zasięgu związane są z obszarami górskimi. Największe zróżnicowanie gatunkowe rodzaju występuje we wschodniej Azji (w sumie 25–27 gatunków, z czego w Chinach rosną 22 gatunki, w tym 14 to endemity) i zachodniej części Ameryki Północnej i Centralnej (17–19 gatunków, z czego 11 na północ od Meksyku). W Europie, na Kaukazie i w basenie Morza Śródziemnego występuje 8–10 gatunków. Na południu jodły sięgają do Ameryki Centralnej (Honduras), północnej Afryki (Algieria) i Himalajów. W południowej części zasięgu występują liczne gatunki endemiczne, o niewielkich zasięgach, np. jodła numidyjska A. numidica w górach Babor w Algierii, jodła hiszpańska A. pinsapo w Andaluzji, jodła sycylijska A. nebrodensis na Sycylii, jodła nadobna A. bracteata w górach Santa Lucia w Kalifornii. Liczne gatunki zostały rozprzestrzenione jako uprawne, zarówno ozdobne, jak i na plantacjach w celu produkcji drewna. W Polsce jedynym dziko rosnącym gatunkiem jest jodła pospolita A. alba, a ok. 30 uprawianych jest głównie w kolekcjach i parkach.

## Morfologia

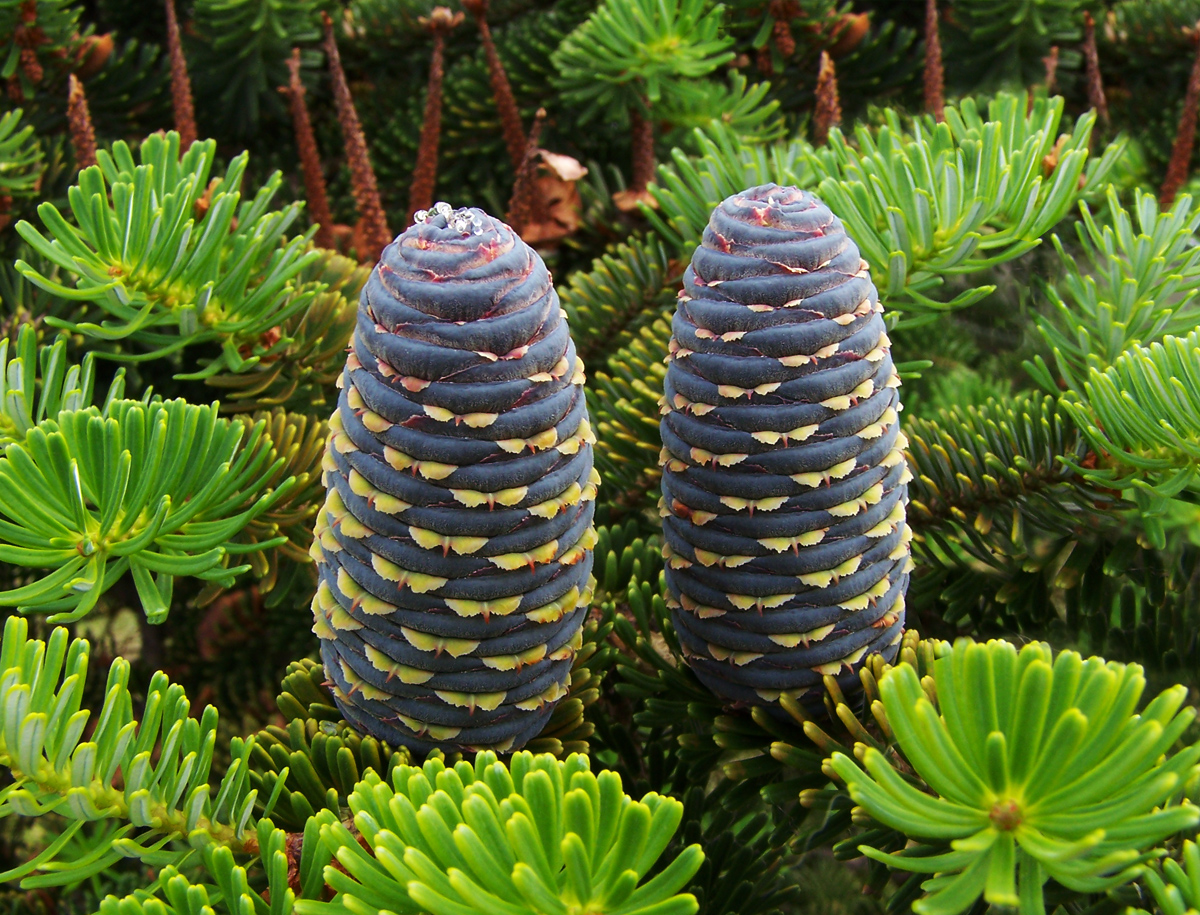
Szyszki jodły koreańskiej

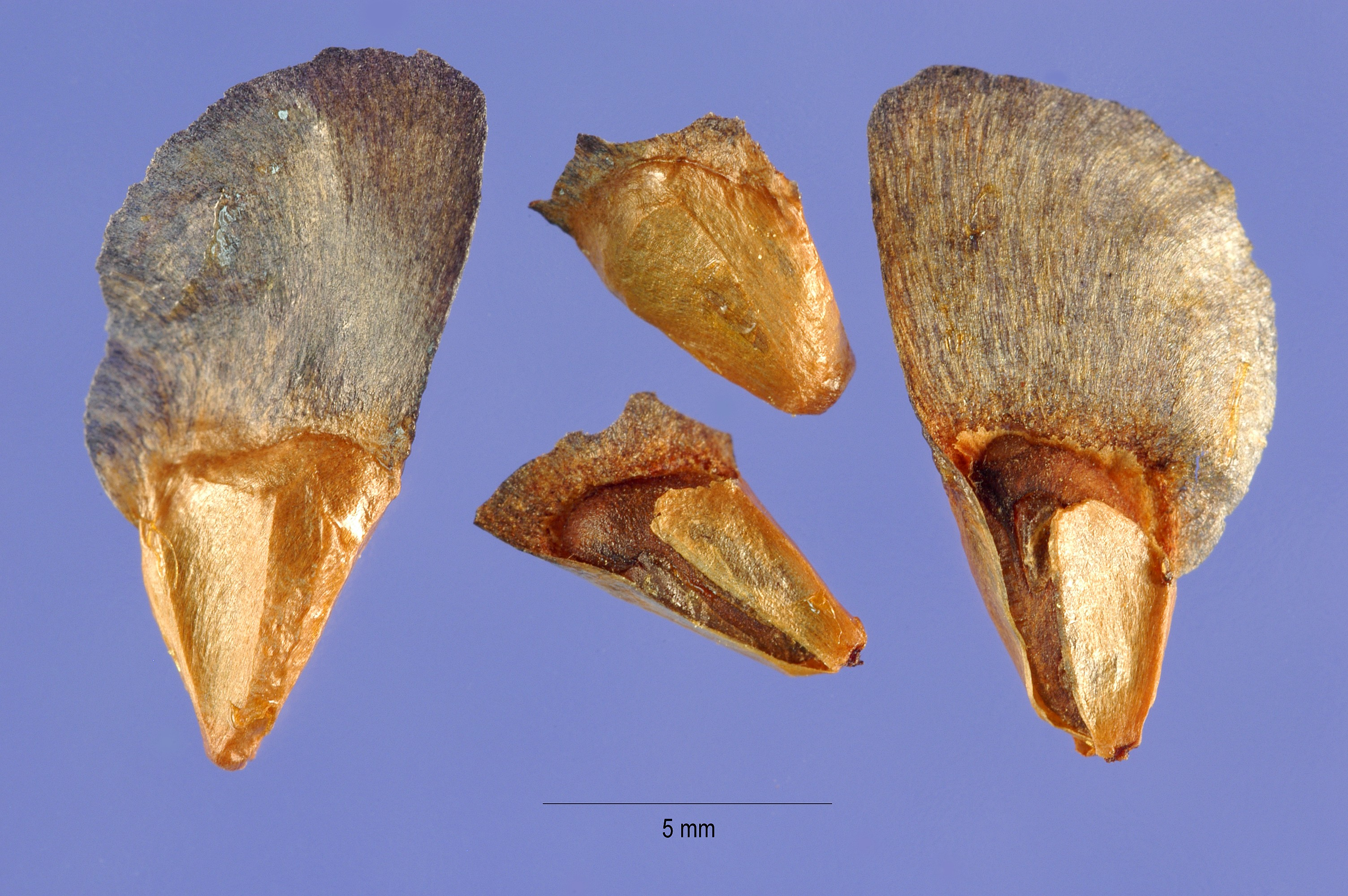
Nasiona jodły Frasera

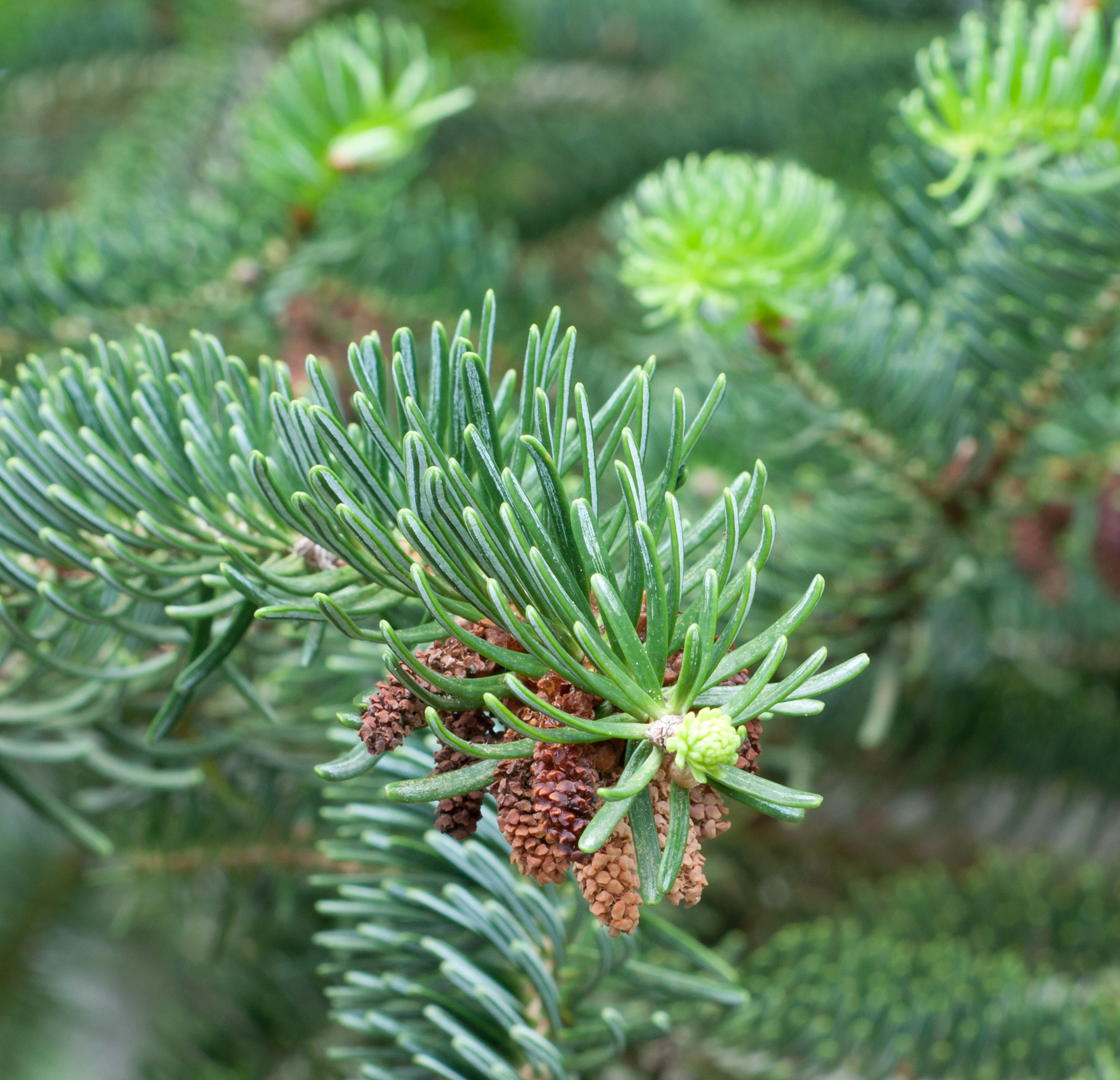
Szyszki męskie jodły greckiej

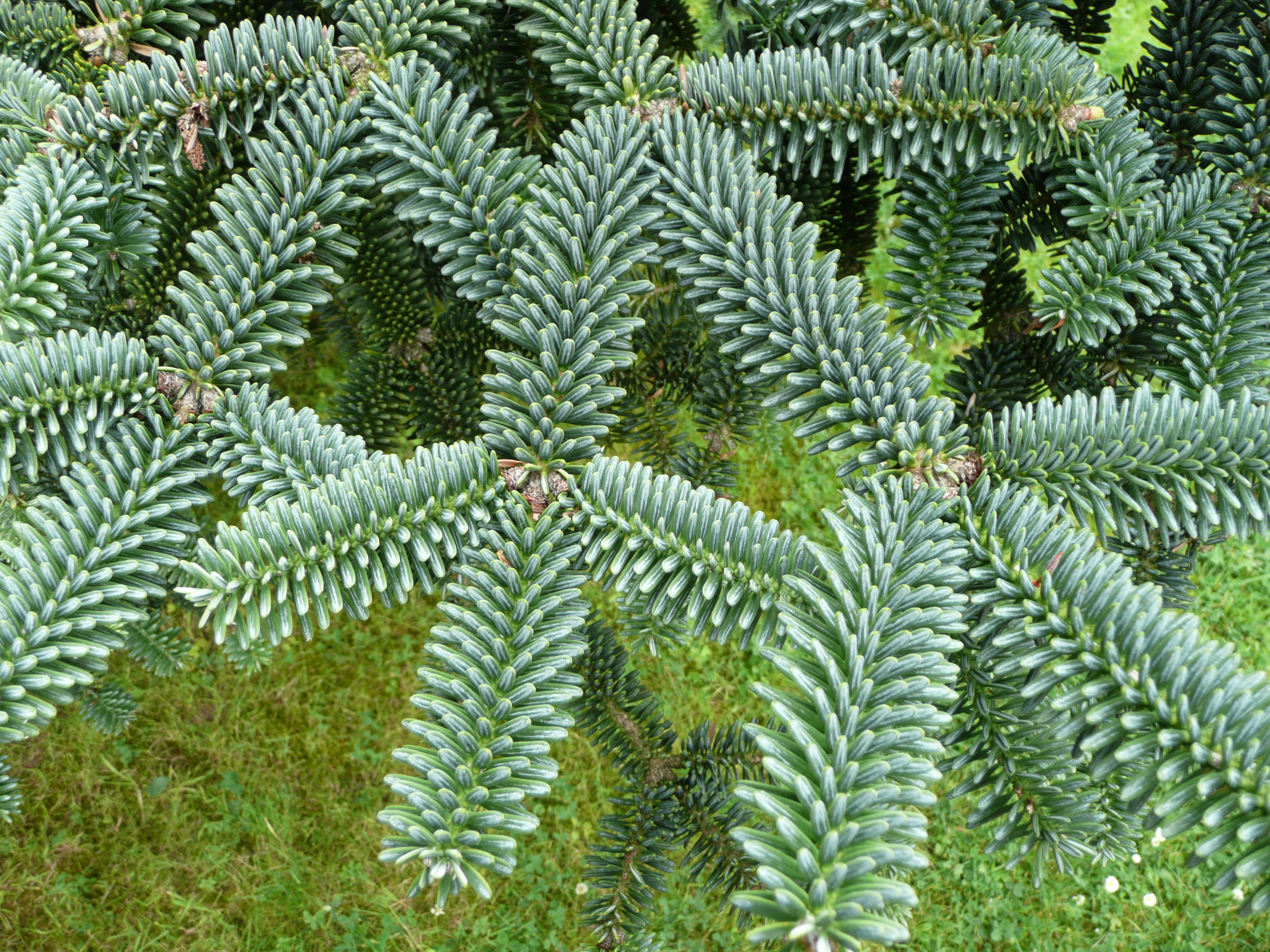
Pędy i igły jodły hiszpańskiej

PokrójDrzewa osiągające od ok. 20 m (jodła koreańska, balsamiczna i Frasera) do ponad 80 m wysokości (jodła olbrzymia, kalifornijska i szlachetna). Mają typowo monopodialny typ wzrostu – z wyraźną osią główną w postaci prostego, kolumnowego pnia. Odgałęzienia boczne, poziomo rozpostarte, powstają cyklicznie, corocznie w formie nibyokółków, między którymi z pnia wyrastają tylko nieliczne i słabsze gałęzie. Młode drzewa mają zwykle regularny, wąskostożkowaty kształt, u części gatunków stare okazy mają jednak korony kopulaste lub rozwichrzone, czasem z zagęszczonymi gałęziami w części szczytowej. Kora zwykle jest cienka i gładka w popielatym lub szarym kolorze, często z widocznymi pęcherzami zawierającymi żywicę, na starych okazach pęka tarczkowato, u niektórych gatunków łuszczy się papierzasto (A. squamata, A. recurvata). Powierzchnia pędów jest gładka (wyraźnie bruzdowana tylko u A. homolepis i A. spectabilis, u niektórych gatunków też bywa charakterystycznie owłosiona), z okrągłymi śladami po liściach. Ważną cechą diagnostyczną różniącą gatunki jest kształt, barwa i ożywicowanie pąków.
LiścieWyrastają na pędach skrętolegle (czasem regularnie dookoła jak u jodły hiszpańskiej), nierzadko też układają się w dwa rzędy. Igły spłaszczone, u podstawy charakterystycznie przewężone i skręcone i osadzone na tzw. stopkach. Liście są równowąskie i osiągają od ok. 1 do 6, rzadko 7 cm długości. Z reguły są spłaszczone. U części gatunków liście są wyraźnie zróżnicowane na część grzbietową (zieloną z rowkiem) i brzuszną (z jasnymi pasmami aparatów szparkowych), u innych nie są wyraźnie zróżnicowane – dookoła pokryte są nalotem woskowym i pasmami aparatów szparkowych. Na wierzchołkach igły jodeł są często wycięte, rzadziej zaokrąglone lub zaostrzone.
KwiatyJodły są jednopienne, tzn. ich kwiaty są rozdzielnopłciowe. Szyszki męskie rozwijają się w kątach liści na pędach z ubiegłego roku. Są początkowo podługowate, z czasem walcowate, zwisające. Na ich osi znajdują się mikrosporofile, każdy z dwoma mikrosporangiami (woreczkami pyłkowymi). Szyszki te są zwykle czerwone, fioletowe lub niebieskie, często gęsto skupione na pędach. Szyszki żeńskie są wzniesione pionowo, są siedzące lub rozwijają się na szypułkach, zwykle w czasie kwitnienia są zielone, fioletowe lub różowe. Tworzą się w górnej części korony. Składają się z szerokich, zaokrąglonych łusek nasiennych, każda z dwoma zalążkami u nasady, oraz wąskich łusek wspierających widocznych zwłaszcza w czasie kwitnienia. Dojrzewające szyszki drewnieją, a powiększające się łuski nasienne zwykle przykrywają łuski wspierające. Szyszki dojrzałe są brązowe, osiągają do 25 cm wysokości (najmniejsze są u A. sachalinensis var. gracilis – do 3 cm). Po dojrzeniu w ciągu jednego roku rozsypują się na drzewie, uwalniając tym samym nasiona.
NasionaNieco trójkanciaste, ze skrzydełkiem.

## Biologia i ekologia
Rośliny jednopienne, często szybko rosnące – w dobrych warunkach wiele gatunków osiąga 30 m wysokości już po 30 latach. Zapylenie i rozsiewanie nasion następuje za pomocą wiatru (→ anemogamia). Na ogół są to rośliny rosnące na glebach żyznych.
DrewnoBezżywiczne i jasne.

## Systematyka
Rodzaj jest drugim pod względem zróżnicowania gatunkowego w obrębie rodziny sosnowatych (po sośnie Pinus). Uznawanych jest ok. 48–49 gatunków, przy czym jeszcze w końcu XX wieku, a nawet w XXI wieku, wciąż opisywane były nowe gatunki występujące w południowo-zachodnich Chinach i w Meksyku. Jodła nadobna A. bracteata w obrębie rodzaju jest siostrzana względem wszystkich pozostałych gatunków (tworzy klad bazalny), wskazując przy tym zachodnią część Ameryki Północnej jako ośrodek pochodzenia współczesnych przedstawicieli rodzaju. Rodzaj tradycyjnie dzielony jest od końca lat 80. XX wieku na 10 sekcji, ale w badaniach molekularnych nie wszystkie one mają potwierdzony monofiletyczny charakter. Zatarte są granice między m.in. sekcjami Abies i Piceaster, Momi i Pseudopicea oraz Grandis i Oiamel.
Podział rodzaju na sekcje i gatunki
- sekcja: Abies Miller
  - Abies alba Mill. – jodła pospolita, jodła biała
  - Abies × borisii-regis Mattf. – jodła bułgarska
  - Abies cephalonica Loudon – jodła grecka
  - Abies cilicica (Antoine & Kotschy) Carrière – jodła syryjska
  - Abies nebrodensis (Lojac.) Mattei – jodła sycylijska
  - Abies nordmanniana (Steven) Spach – jodła kaukaska
- sekcja: Piceaster Spach em. Farjon et Rushforth
  - Abies numidica de Lannoy ex Carrière – jodła numidyjska, jodła algierska
  - Abies pinsapo Boiss. – jodła hiszpańska
- sekcja: Bracteata Engelm em. Sargent
  - Abies bracteata (D. Don) Poit. – jodła nadobna
- sekcja: Momi Franco
  - podsekcja: Homolepoides (Franco) Farjon et Rushforth
    - Abies homolepis Siebold & Zucc. – jodła nikko, jodła nikkońska
    - Abies kawakamii (Hayata) T. Itô
    - Abies recurvata Mast.

  - podsekcja: Firmae (Franco) Farjon et Rushforth
    - Abies beshanzuensis M.H.Wu
    - Abies firma Siebold & Zucc. – jodła japońska

  - podsekcja: Halophyllae Farjon et Rushforth
    - Abies chensiennsis Tiegh.
    - Abies holophylla Maxim. – jodła mandżurska
    - Abies pindrow (Royle ex D. Don) Royle – jodła nepalska
    - Abies ziyuanensis L.K.Fu & S.L.Mo
- sekcja: Amabilis (Matzenko) Farjon et Rushforth
  - Abies amabilis Douglas ex J. Forbes – jodła wonna
  - Abies mariesii Mast.
- sekcja: Pseudopicea Hockel em. Farjon et Rushforth
  - podsekcja: Delavayianae Farjon et Rushforth
  - Abies delavayi Franch. – jodła Delaveya
  - Abies densa Griff.
  - Abies fabri (Mast.) Craib
  - Abies fanjingshanensis W.L.Huang, Y.L.Tu & S.Z.Fang
  - Abies fargesii Franch.
  - Abies forrestii Coltm.-Rog.
  - Abies spectabilis (D. Don) Mirb.
  - Abies yuanbaoshanensis Y.J.Lu & L.K.Fu
  - podsekcja: Squamatae E. Murray
  - Abies squamata Mast.
- sekcja: Balsamea Engelm. em. Farjon et Rushforth
  - podsekcja: Laterales Patschke em. Farjon et Rushforth
    - Abies balsamea (L.) Mill. – jodła balsamiczna
    - Abies lasiocarpa (Hook.) Nutt. – jodła górska
    - Abies sibirica Ledeb. – jodła syberyjska

  - podsekcja: Medianae Patschke em. Farjon et Rushforth
    - Abies fraseri (Pursh) Poir. – jodła Frasera
    - Abies koreana E. H. Wilson – jodła koreańska
    - Abies nephrolepis (Trautv. ex Maxim.) Maxim. – jodła wiotka, jodła białokora
    - Abies sachalinensis (F. Schmidt) Mast. – jodła sachalińska
    - Abies veitchii Lindl. – jodła Veitcha
- sekcja: Grandis Engelm. em. Farjon et Rushforth
  - Abies concolor (Gordon & Glend.) Lindl. ex Hildebr. – jodła kalifornijska, jodła jednobarwna
  - Abies durangensis Martínez
  - Abies grandis (Douglas ex D. Don) Lindl. – jodła olbrzymia
  - Abies guatalensis Rehder
- sekcja: Oiamel Franco
  - Abies hickelii Flous & Gaussen
  - Abies hidalgensis Debreczy, I.Rácz & Guízar
  - Abies religiosa (Kunth) Mirb.
  - Abies vejarii Martínez
- sekcja: Nobilis Engelm.
  - Abies magnifica A. Murray bis – jodła wspaniała
  - Abies procera Rehder – jodła szlachetna
  - Abies ×shastensis (Lemmon) Lemmon

## Zastosowanie
Ze względu na regularny pokrój jodły często uprawiane są jako drzewa ozdobne w parkach. Z tego samego powodu młode drzewka, zwykle pochodzące z plantacji, wykorzystywane są jako choinki strojone w czasie świąt Bożego Narodzenia. Żywica jodły balsamicznej w postaci balsamu kanadyjskiego wykorzystywana jest w lecznictwie, optyce i technice mikroskopowej.
Drewno znajduje zastosowanie w stolarstwie, w budownictwie wodnym, górnictwie, do produkcji papieru, do wyrobu skrzynek, zabawek, instrumentów muzycznych. Proste pnie wykorzystywano jako maszty w budownictwie okrętowym.
Drewno jodeł wykorzystywane było już w Starożytności – Grecy z drewna jodłowego wyrabiali wiosła, gdyż jest ono lekkie i bardzo trwałe w wodzie. Rzymianie używali do pisania tabliczek z drewna jodły, ponieważ jest ono miękkie. Z drewna jodłowego miano zbudować konia trojańskiego, a Dedal zbudował z niego kreteńską „krowę” królowej Pazyfae. Król Salomon miał wyłożyć tarcicami jodłowymi podłogę w Świątyni Jerozolimskiej.